# Xestia alpicola
Xestia alpicola là một loài bướm đêm thuộc họ Noctuidae. Nó được tìm thấy ở miền bắc châu Âu tới miền trung Xibia và in Anpơ.
Sải cánh dài 35–40 mm. Con trưởng thành bay từ tháng 6 đến tháng 8. It has a two-year life cycle, ấu trùng qua mùa đông hai lần.
Ấu trùng chủ yếu ăn Empetrum nigrum, nhưng cũng được ghi nhận ăn cây khác, như Calluna

## Phụ loài
- Xestia alpicola alpicola (Zetterstedt, 1839) (miền bắc châu Âu tới miền trung Siberia)
- Xestia alpicola alpina (miền bắc British Isles)
- Xestia alpicola carnica (Hering, 1846) (Alps)
- Xestia alpicola ryffelensis (Oberthür, 1904) (Alps)

## Hình ảnh

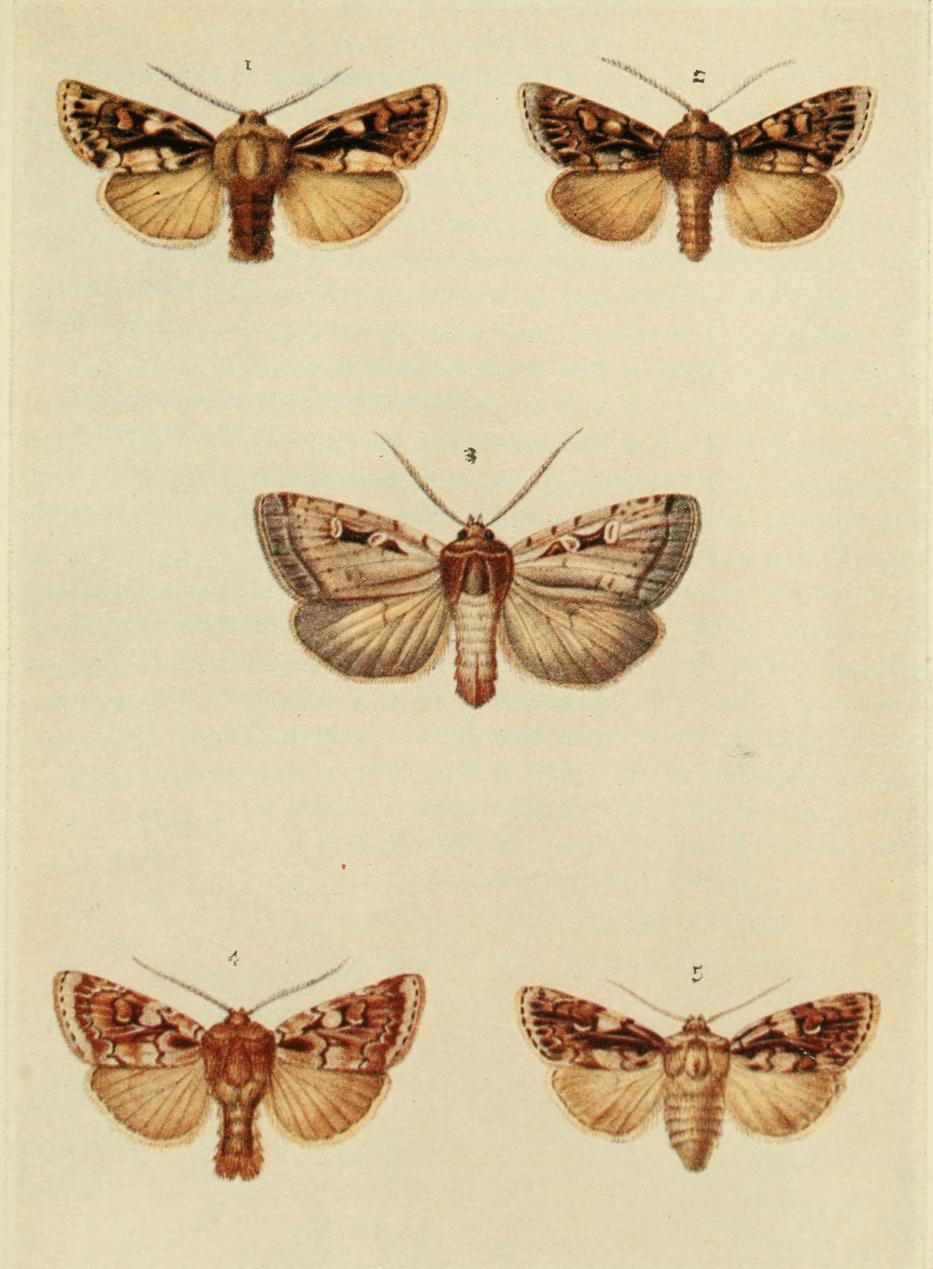